# ایپراگلیفلوزین
ایپراگلیفلوزین (انگلیسی: Ipragliflozin) یک داروی دارویی برای درمان دیابت نوع ۲ است.
ایپراگلیفلوزین یک بازدارنده همزمان انتقال دهنده سدیم/گلوکز 2 (SGLT2) (گلیفلوزین) است. این پروتئین های غشایی روی سطح سلول قرار دارند و گلوکز را به درون سلول‌ها انتقال می‌دهند. SGLT2 یکی از زیرگروه های SGLT است و نقش کلیدی در بازجذب گلوکز در لوله پروگزیمال کلیه ها دارد. ایپراگلیفلوزین با مهار بازجذب گلوکز با مهار انتخابی SGLT2، سطح گلوکز خون را کاهش می‌دهد.